# Regöly
Regöly es un pueblo ubicado en el distrito de Tamási, en el condado de Tolna, Hungría.

## Superficie
Posee una superficie de 62,66 kilómetros cuadrados.

## Demografía
Hasta 2019 la población era de 1078 habitantes, con una densidad de población de 17,20 habitantes por kilómetro cuadrado.